# جاك كانتوني
جاك كانتوني (بالفرنسية: Jack Cantoni)‏ هو لاعب دوري الرغبي فرنسي، ولد في 11 مايو 1948 في Carmaux ‏ في فرنسا، وتوفي في 25 يونيو 2013 بسبب سرطان الرئة.

## وصلات خارجية
- جاك كانتوني عل موقع إسبنسكروم (الإنجليزية)